# Universidade de Kent
A Universidade de Kent é uma universidade pública britânica localizada no condado de Kent, Inglaterra.
Foi fundada em 4 de janeiro de 1965, é considerada uma das "Plateglass Universities" (universidades de vidro laminado), termo cunhado por Michael Beloff para refletir o design arquitetônico moderno das novas universidades britânicas fundadas durante a década de 1960, que muitas vezes contém grandes extensões de vidro em estruturas de aço ou concreto contrastando com as tradicionais universidades da era vitoniana.

## História
Originalmente, o nome escolhido para a Universidade de Kent seria "Universidade de Kent em Canterbury", por localizar-se na cidade de mesmo nome. Tal nome foi contestado pela Universidade de Canterbury, localizada na Nova Zelândia, devido à extrema similaridade.
O campus principal da Universidade de Kent tem mais de 15885 estudantes e fica em uma área verde de 300 acres (1,2 km2). Localiza-se a 3 km do centro da cidade de Canterbury (Cantuária). A Universidade tem outros dois campi secundários localizados em Medway e Tonbridge e dois centros de pós-graduação em Bruxelas e Paris. No total, a universidade tem 19665 estudantes.

## Faculdades
A Universidade é dividida em cinco faculdades principais com nomes de ilustres estudiosos. São essas:

- Faculdade Eliot (T. S. Eliot - poeta modernista naturalizado Britânico, porém nascido nos Estados Unidos) (1965)
- Faculdade Rutherford (Ernest Rutherford - Físico e químico neozelandês) (1966)
- Faculdade Keynes (John Maynard Keynes - economista inglês) (1968)
- Faculdade Darwin (Charles Darwin - naturalista inglês) (1970)
- Faculdade Woolf (Virginia Woolf - escritora inglesa) (2008)

Além disso, a Universidade possui duas outras faculdades associadas:
- Faculdade Chaucer
- Faculdade Wye

Cada faculdade possui em suas instalações: alojamento estudantil, salas de aula, salas de estudo, laboratórios multimídia, áreas de recreação e cantina.

## Fatos
- Em 2008, a Universidade de Kent ficou em 24.º lugar no ranking das 118 melhores instituições de ensino superior no Reino Unido segundo o Research Assessment Exercise (Pesquisa do governo Britânico que avalia a qualidade de suas Universidades a cada cinco anos)

- Em 2010, pouco mais de 30000 estudantes concorreram a uma vaga na Universidade de Kent através do UCAS (Universities and Colleges Admissions Service), Sistema único eletrônico utilizado para concorrer a vagas nas instituições de ensino superior no Reino Unido. Dos 30000 concorrentes; 5242 foram aceitos para matrícula na instituição. Uma média de 5.7 candidatos por vaga, número considerado um dos mais competitivos na Grã-Bretanha.

- A Universidade de Kent, juntamente com a Canterbury Christ Church University, administram a rádio estudantil: CSR 97.4FM, transmitida 24 horas por dia.

- A universidade tem seu próprio jornal impresso intitulado inQuire que é publicado quinzenalmente e um website de notícias chamado inQuirelive.

## Ex alunos notórios
A Universidade de Kent tem entre seus ex-alunos:
- Ellie Goulding - cantora e compositora
- David Akers-Jones - ex-governador de Hong Kong, 1986/87
- Fu Ying - vice-ministro das relações exteriores da China
- Michael Baigent - autor
- Valerie Bloom – poeta
- Alan Davies - comediante e ator inglês
- Gavin Esler - autor e jornalista da BBC
- David Fulton - jogador de Críquete
- Charlotte Green - locutora da BBC Radio 4
- Jane Hutt - político
- Kazuo Ishiguro - escritor
- Andrew S.I.D. Lang - físico matemático
- Rebecca Lenkiewicz - dramaturga
- Carolyn McCall OBE - principal executiva da EasyJet
- Mark Mardell - editor da BBC North America
- David Mitchell - escritor (Cloud Atlas)
- Hugh Orde - ex-chefe de polícia da Irlanda do Norte
- Howard Read - comediante
- Príncipe Shwebomin - príncipe da Birmânia
- Robert Wade – roteirista
- Sarah Waters - escritora
- Tom Wilkinson - ator
- Nick Wilton - ator, roteirista
- Christopher Wrench - escritor
- Patrick Wright - jornalista e autor
- Roys Poyiadjis - empresário
- Silvio Meira - cientista e professor.